# Hœrdt
Hoerdt – miejscowość i gmina we Francji, w regionie Grand Est, w departamencie Dolny Ren.
Według danych na rok 1990 gminę zamieszkiwało 3836 osób, 232 os./km².